# Szlak niżów Vb według W. van Bebbera

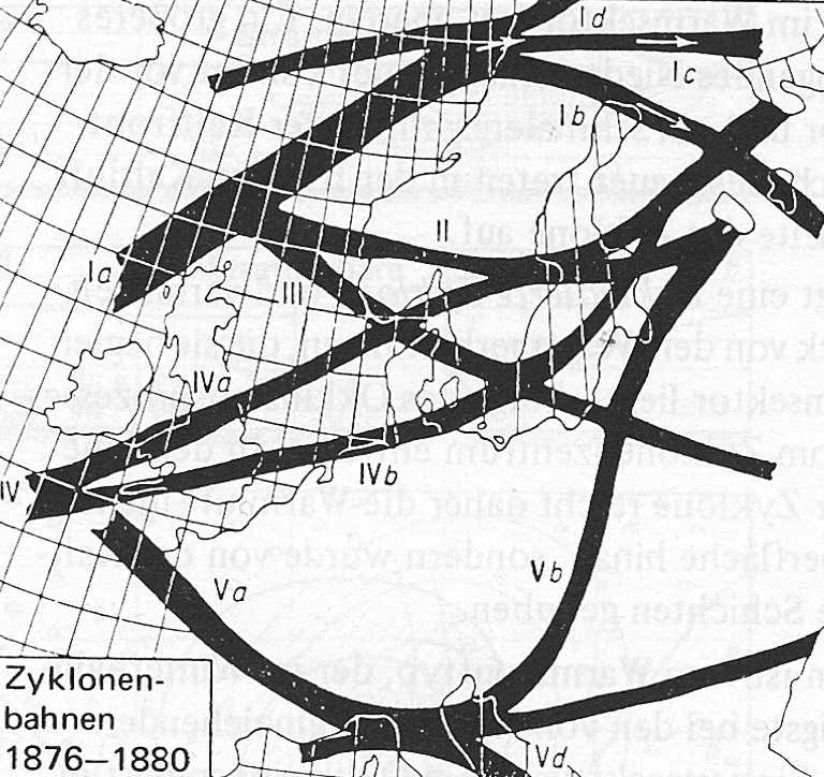
Tory niżów nad Europą według W. van Bebbera

Szlak niżów Vb według W. van Bebbera – przebieg torów niżów nad Europą, opracowany przez Wilhelma van Bebbera. Szlak ten przebiega od Zatoki Genueńskiej, przez Nizinę Padańską, Nizinę Węgierską w kierunku Europy Środkowo-Wschodniej. Niże te zwane są zwykle jako "niże genueńskie".
Częstość niżów przemieszczających się tym torem w ciągu roku nie jest duża, ale niosąc ciepłe i wilgotne masy powietrza znad Morza Śródziemnego, przyczyniają się do występowania zazwyczaj obfitych i długotrwałych opadów deszczu lub śniegu.
Chmury związane z nimi charakteryzują się dużą wodnością, dlatego też w Polsce w ciepłej porze roku przeciętnie, z co czwartego niżu południowo-europejskiego stwierdza się opady o sumie dobowej powyżej 50 mm, najczęściej w południowej i wschodniej części Polski. Przejawia się to zwykle maksymalnym przyborem wody w zlewniach górnej oraz środkowej Odry i Wisły (powódź w 1997 i w 2024).